# مورات (ماهرو)
مورات (بالفارسية: مورت) هي قرية تقع في إيران في قسم ماهرو الریفي. يقدر عدد سكانها بـ 50 نسمة .